# Cầu vượt Lê Hồng Phong – Nguyễn Bỉnh Khiêm
Cầu vượt Nguyễn Bỉnh Khiêm là một cầu vượt thép tại quận Hải An, thành phố Hải Phòng, Việt Nam.
Cầu nằm trên tuyến đường Nguyễn Bỉnh Khiêm, vượt qua vòng xuyến tại giao lộ với đường Lê Hồng Phong, tạo thành một nút giao thông khác mức giúp các phương tiện lưu thông trên đường Nguyễn Bỉnh Khiêm không phải dừng tại nút giao.
Cầu vượt Nguyễn Bỉnh Khiêm có thiết kế vĩnh cửu với chiều dài 267,6 m. Cầu gồm 5 nhịp, trong đó nhịp chính là nhịp vòm thép dài 99 m, 4 nhịp còn lại bằng thép bê tông liên hợp. Mặt cắt ngang cầu rộng 16 m, bao gồm 4 làn xe cơ giới. Tốc độ thiết kế của cầu là 60 km/h.
Ngoài ra, cầu còn được bố trí hệ thống đèn LED nghệ thuật để chiếu sáng vào ban đêm.
Công trình có tổng mức đầu tư 310 tỷ đồng từ nguồn ngân sách thành phố, được khởi công xây dựng vào ngày 21 tháng 5 năm 2016 và thông xe vào ngày 25 tháng 1 năm 2017.